# Taj Gibson
Taj Jami Gibson (Nueva York, 24 de junio de 1985) es un jugador de baloncesto estadounidense que se encuentra sin equipo. Con 2,06 metros de altura, juega en la posición de ala-pívot.

## Trayectoria deportiva

### Universidad

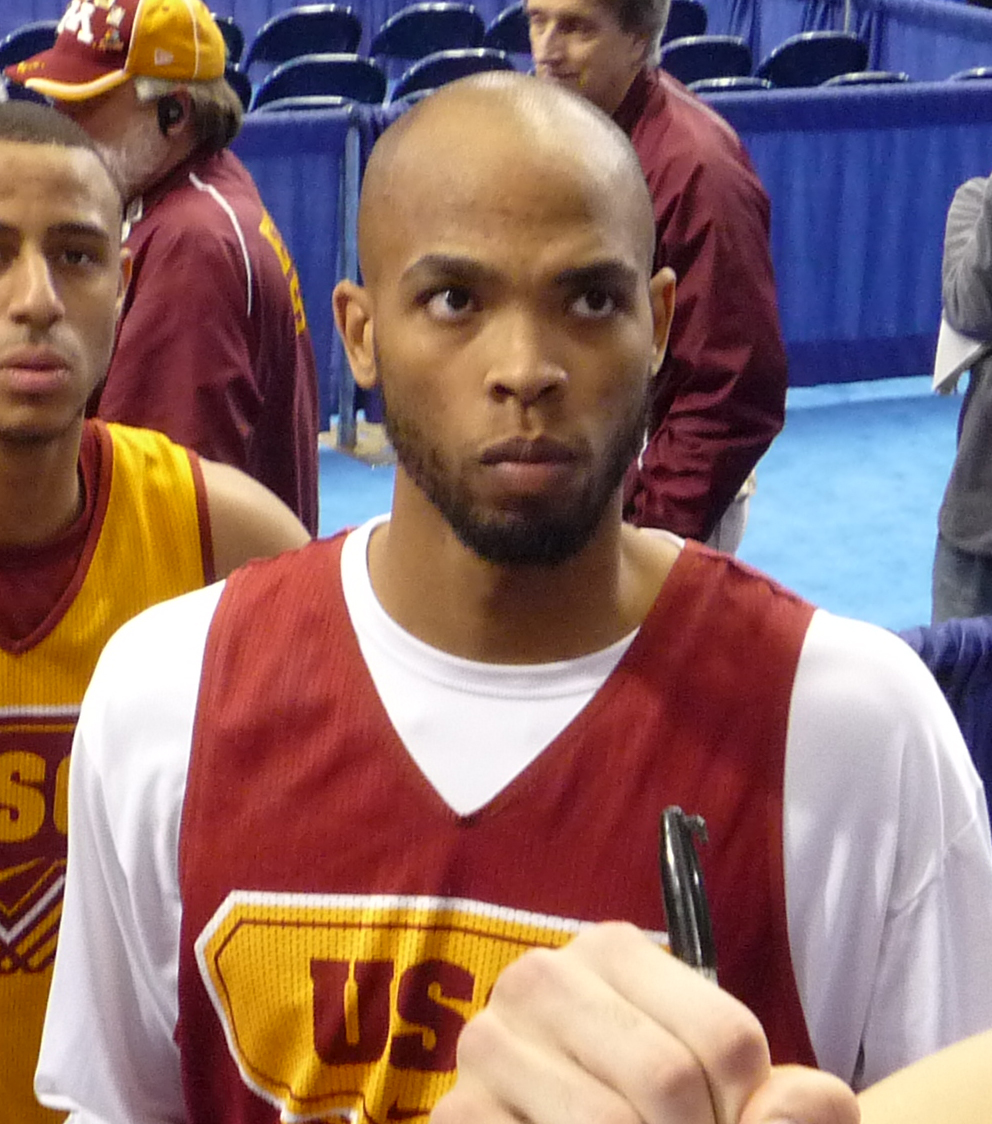
Gibson con la USC en 2009.

Jugó durante 3 temporadas con los Trojans de la Universidad del Sur de California, en las que promedió 12,4 puntos, 8,5 rebotes y 2,4 tapones por partido. Comenzó su carrera universitaria a los 22 años, uno de los más veteranos del país, y en su primera temporada logró ser elegido en el mejor quinteto de novatos de la Pacific-10 Conference, logrando en su primer partido universitario, ante South Carolina 16 puntos y 14 rebotes, la mejor marca reboteadora conseguida por un novato en USC desde que Sam Clancy consiguiera las mismas capturas en 1999.
En su segunda temporada lideró al equipo en rebotes (7,8), tapones (2,5) y porcentaje de tiros de campo (58%), aunque solo pudo ser tercero en anotación (10,8). Anotó dobles figuras en 19 de los 33 partidos disputados, consiguiendo 5 dobles-dobles. Su mejor partido lo disputó ante Stanford, consiguiendo 20 puntos, 11 rebotes y 5 tapones. Fue incluido en el mejor quinteto defensivo de la conferencia.
En su última temporada fue el primero en tapones y el tercero en rebotes de su conferencia. Anotó 10 puntos o más en 30 de los 35 partidos disputados, acabando con el segundo mejor porcentaje de tiros de campo de la historia de los Trojans. Fue incluido en el mejor quinteto del torneo de la Pac-10.

#### Estadísticas
| Año     | Equipo | PJ  | PT  | MPP  | %TC  | %3P | %TL  | RPP | APP | ROB | TPP | PPP  | PER |
| ------- | ------ | --- | --- | ---- | ---- | --- | ---- | --- | --- | --- | --- | ---- | --- |
| 2006–07 | USC    | 37  | 37  | 32.4 | .558 | —   | .623 | 8.7 | 1.5 | .5  | 1.9 | 12.2 | 2.9 |
| 2007–08 | USC    | 33  | 32  | 32.1 | .580 | —   | .594 | 7.8 | 1.3 | .7  | 2.5 | 10.8 | 2.5 |
| 2008–09 | USC    | 35  | 35  | 33.7 | .601 | —   | .659 | 9.0 | 1.3 | 1.0 | 2.9 | 14.3 | 2.1 |
| Total   | Total  | 105 | 104 | 32.7 | .580 | —   | .629 | 8.5 | 1.4 | .7  | 2.4 | 12.4 | 2.5 |

### Profesional

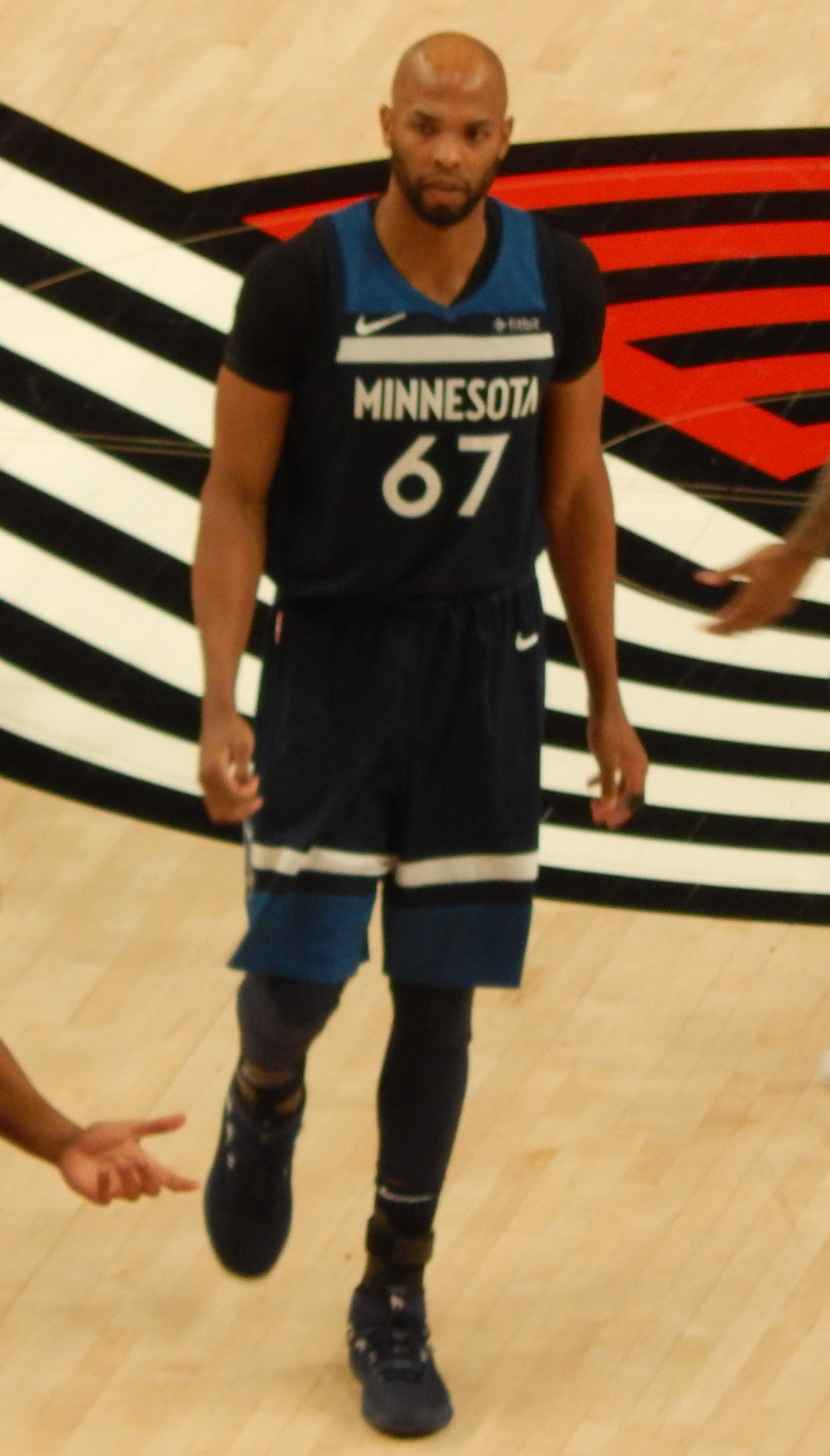
Gibson con Minnesota en 2018.

Fue elegido en la vigésimo sexta posición del Draft de la NBA de 2009 por Chicago Bulls, equipo con el que firmó contrato en julio de 2009.
Después de 8 años en Chicago, el 23 de febrero de 2017 fue traspasado, junto con Doug McDermott y una ronda sin proteger del draft de 2018 a Oklahoma City Thunder a cambio de Joffrey Lauvergne, Anthony Morrow y Cameron Payne.
El 10 de julio de 2017, Gibson firma con los Minnesota Timberwolves, reuniéndose con su antiguo entrenador Tom Thibodeau.
Tras dos temporadas en Minnesota, el 30 de junio de 2019, firma un contrato de $20 millones en dos años con los New York Knicks. Tras una temporada, el 9 de noviembre de 2020, es cortado. Pero el 7 de enero de 2021, vuelve a firmar con los Knicks.
El 18 de agosto de 2021, acuerda una extensión de contrato con los Knicks por $10 millones y 2 años.
Tras una temporada el 8 de julio de 2022 es cortado por los Knicks y firma, dos días después, con Washington Wizards por un año.
El 15 de septiembre de 2023, renueva por una temporada con los Wizards, pero el 23 de octubre es cortado del equipo.El 13 de diciembre de ese mismo año firma un contrato por una temporada para volver a jugar con los New York Knicks. Pero fue cortado el 7 de enero de 2024 tras 10 encuentros. Dos semanas después, el 30 de enero, firma un nuevo contrato de 10 días, renovando por otros 10 días el 7 febrero. Tras eso queda libre, y el 6 de marzo firma con Detroit Pistons, hasta final de temporada.
En julio de 2024 firma por una temporada con Charlotte Hornets.

## Estadísticas de su carrera en la NBA

### Temporada regular
| Año     | Equipo        | PJ   | PT  | MPP  | %TC  | %3P   | %TL   | RPP | APP | ROB | TPP | PPP  |
| ------- | ------------- | ---- | --- | ---- | ---- | ----- | ----- | --- | --- | --- | --- | ---- |
| 2009-10 | Chicago       | 82   | 70  | 26.9 | .494 | –     | .646  | 7.5 | .9  | .6  | 1.3 | 9.0  |
| 2010-11 | Chicago       | 80   | 19  | 21.8 | .466 | .125  | .676  | 5.7 | .7  | .5  | 1.3 | 7.1  |
| 2011-12 | Chicago       | 63   | 0   | 20.4 | .495 | –     | .622  | 5.3 | .7  | .4  | 1.3 | 7.7  |
| 2012-13 | Chicago       | 65   | 5   | 22.4 | .485 | .000  | .679  | 5.3 | .9  | .4  | 1.4 | 8.0  |
| 2013-14 | Chicago       | 82   | 8   | 28.7 | .479 | .000  | .751  | 6.8 | 1.1 | .5  | 1.4 | 13.0 |
| 2014-15 | Chicago       | 62   | 17  | 27.3 | .502 | –     | .717  | 6.4 | 1.1 | .6  | 1.2 | 10.3 |
| 2015-16 | Chicago       | 73   | 55  | 26.5 | .526 | .000  | .692  | 6.9 | 1.5 | .6  | 1.1 | 8.6  |
| 2016-17 | Chicago       | 56   | 55  | 27.2 | .519 | .167  | .714  | 6.9 | 1.1 | .5  | .9  | 11.6 |
| 2016-17 | Oklahoma City | 23   | 16  | 21.2 | .497 | 1.000 | .718  | 4.5 | .6  | .6  | .7  | 9.0  |
| 2017-18 | Minnesota     | 82   | 82  | 33.2 | .577 | .200  | .768  | 7.1 | 1.2 | .8  | .7  | 12.2 |
| 2018-19 | Minnesota     | 70   | 57  | 24.1 | .566 | .324  | .757  | 6.5 | 1.2 | .8  | .6  | 10.8 |
| 2019-20 | New York      | 62   | 56  | 16.5 | .584 | .286  | .732  | 4.3 | .8  | .4  | .5  | 6.1  |
| 2020-21 | New York      | 45   | 3   | 20.8 | .627 | .200  | .727  | 5.6 | .8  | .7  | 1.1 | 5.4  |
| 2021-22 | New York      | 52   | 4   | 18.2 | .518 | .395  | .808  | 4.4 | .6  | .4  | .8  | 4.4  |
| 2022-23 | Washington    | 49   | 2   | 9.8  | .520 | .333  | .714  | 1.9 | .7  | .3  | .2  | 3.4  |
| 2023-24 | New York      | 16   | 1   | 10.3 | .304 | .000  | 1.000 | 1.8 | .6  | .1  | .4  | 1.0  |
| 2023-24 | Detroit       | 4    | 0   | 9.8  | .571 | .500  | -     | 2.3 | .5  | .3  | .3  | 4.5  |
| 2024-25 | Charlotte     | 37   | 11  | 11.1 | .495 | .500  | .600  | 3.2 | .6  | .2  | .5  | 2.9  |
| Total   | Total         | 1002 | 461 | 23.0 | .517 | .266  | .712  | 5.7 | .9  | .5  | 1.0 | 8.4  |

### Playoffs
| Año   | Equipo        | PJ | PT | MPP  | %TC  | %3P  | %TL   | RPP | APP | ROB | TPP | PPP  |
| ----- | ------------- | -- | -- | ---- | ---- | ---- | ----- | --- | --- | --- | --- | ---- |
| 2010  | Chicago       | 5  | 5  | 29.0 | .421 | .000 | .545  | 7.0 | .6  | .2  | .6  | 7.6  |
| 2011  | Chicago       | 16 | 0  | 17.8 | .566 | .000 | .600  | 4.1 | .6  | .3  | 1.4 | 5.9  |
| 2012  | Chicago       | 6  | 0  | 22.8 | .457 | .000 | .682  | 6.5 | .7  | .7  | 1.7 | 9.5  |
| 2013  | Chicago       | 12 | 0  | 17.2 | .470 | .000 | .727  | 3.0 | .3  | .3  | .5  | 6.5  |
| 2014  | Chicago       | 5  | 0  | 30.8 | .561 | .000 | .750  | 6.2 | .4  | .4  | 2.4 | 18.2 |
| 2015  | Chicago       | 12 | 2  | 23.0 | .472 | .000 | .700  | 5.5 | 1.0 | .3  | 1.0 | 7.4  |
| 2017  | Oklahoma City | 5  | 5  | 23.6 | .600 | .000 | .875  | 3.6 | .6  | .2  | .0  | 9.8  |
| 2018  | Minnesota     | 5  | 5  | 24.6 | .636 | –    | 1.000 | 4.0 | .4  | .2  | .4  | 6.2  |
| 2021  | New York      | 5  | 3  | 27.6 | .600 | —    | 1.000 | 7.0 | .8  | 1.6 | 1.0 | 5.0  |
| Total | Total         | 71 | 20 | 22.3 | .519 | .000 | .709  | 4.9 | .6  | .4  | 1.0 | 7.8  |